# Edward Norton
Edward Harrison Norton (Boston, Massachusetts, 1969. augusztus 18. –) Golden Globe-díjas amerikai színész, rendező, producer.

## Élete

### Fiatalkora
Középosztálybeli értelmiségi család gyermekeként a Maryland állambeli Columbia városában nőtt fel. A várost az 1960-as évek közepén haladó szellemű anyai nagyapja, az ingatlanfejlesztő és várostervező James Rouse alapította, akinek a nevéhez fűződik az első modern, fedett bevásárlóközpont (shopping mall) létrehozása is. Édesapja, Edward Mower Norton Jr. a haditengerészet hadnagyaként részt vett a vietnámi háborúban; Jimmy Carter elnöksége idején szövetségi ügyészként, később pedig környezetvédelmi jogászként és tanácsadóként dolgozott. Édesanyja, Lydia Robinson Norton (Rouse) középiskolai angol tanárként, majd alapítványi vezetőként dolgozott. 1997-ben hunyt el agydaganatban. Két fiatalabb testvére van, Molly és James.
Norton ötéves korában kezdett érdeklődni a színészet iránt, miután bébiszittere (egy későbbi Broadway-színésznő) elvitte őt az If I Were a Princess című musical előadására. A deszkákon először nyolcévesen állt az Annie Get Your Gun című darab egyik szereplőjeként. Később a helyi Wilde Lake középiskolában tanult, ahol a színjátszást egy időre háttérbe szorították egyéb kedvtelései, például a sport; az iskola kosárlabdacsapatába is bekerült. Sporttudását később az Amerikai história X-ben is megmutatta, ám Az utolsó éjjel című filmjében is utalt rá.
Diplomáját 1991-ben szerezte meg a Yale Egyetem történelem szakán. Itt kezdett el japánul is tanulni. A nyelvet ezután volt alkalma használni, hiszen néhány hónapra a szigetországba költözött, hogy nagyapja cégénél dolgozhasson. New Yorkba visszatérve fejest ugrott a kezdő színészek szokásos életébe: alkalmi munkákat vállalt, meghallgatásokra járt, valamint kisebb színdarabokban szerepelt. Az 1993-94-es évadra felvételt nyert a világhírű drámaíró, Edward Albee társulatába: a Signature Theatre Company tagjaként a Fragments című darabban kapott szerepet. A színházzal azóta sem szűnt meg a kapcsolata, 1996-tól a színházi kuratórium tagja, 2014-től a kuratórium elnöke.

### Pályafutása
A filmvilágba 1996-ban robbant be Legbelső félelem című thrillerével, amelyben gyilkossággal vádolt kóristafiút alakított Richard Gere oldalán. Teljesítményéért Golden Globe-díjat kapott, illetve Oscar-díjra jelölték a legjobb férfi mellékszereplő kategóriában. Ezt követően olyan rendezőlegendák filmjeiben szerepelt, mint Woody Allen (A varázsige: I love you) vagy Miloš Forman (Larry Flynt, a provokátor). A töretlen karriert családi tragédiák árnyékolták be: 1996-ban nagyapját veszítette el, majd egy évre rá édesanyját. Legközelebb 1998-ban láthattuk újra a vásznon a Pókerarcok című moziban Matt Damon mellett. Ugyanebben az évben került hozzá az Amerikai história X forgatókönyve. Norton elvállalta a megvilágosult bőrfejű, Derek Vinyard fejlődéstörténetének főszerepét. A szerep kedvéért 15 kilónyi izmot épített fel, alakításával legjobb férfi főszereplő kategóriában Golden Globe-ra és Oscarra jelölték.
Az Amerikai história X-et David Fincher 1999-es Harcosok klubja című rendezése követte. Itt Brad Pitt oldalán jelenik meg a szürke, öltönyös yuppie szerepében. A mozikba kerülésekor sokat vitatott film a DVD-változat kiadását követően igazi siker-, illetve kultuszfilmmé vált, népszerűsége azóta is töretlen. A 2000-ben bemutatott Ég velünk! című filmvígjátékot Norton nem csupán szereplőként, de rendezőként és társ-forgatókönyvíróként is jegyzi. Ezután többek között Ridley Scott Mennyei királyságában szerepelt a leprás IV. Balduin király szerepében.
További jelentős filmjei a kasszasikernek számító A vörös sárkány (2002), a Spike Lee által rendezett Az utolsó éjjel (2002), a nagyrészt Csehországban forgatott A mágus (2006), a Kína festőien szép tájain játszódó Színes fátyol (2006), a Wes Anderson rendezésében készült Holdfény királyság (2012) és A Grand Budapest Hotel (2014). Az Alejandro González Iñárritu nevéhez fűződő, 2014-es Birdman avagy (A mellőzés meglepő ereje) című filmben nyújtott alakításáért harmadszor is Oscar-díjra jelölték, ezúttal a legjobb férfi mellékszereplő kategóriában.
Norton producerként működött közre a 2009-es Út a Fehér Házig – Barack Obama megválasztása című dokumentumfilm elkészítésében, amely Barack Obama és kampánycsapata munkáját követi nyomon a kulisszák mögött 2006-tól egészen a 2008-as amerikai elnökválasztásig. A film érdekessége, hogy a forgatás kezdetekor még nem lehetett tudni, hogy az akkor a szenátusban tevékenykedő politikus indulni fog a 2008-as elnökválasztáson: ez csupán 2007 februárjában derült ki.

### Közéleti tevékenysége
Filmszínészi munkája mellett Norton környezetvédelmi és társadalmi aktivistaként tevékenykedik. Az anyai nagyapja által alapított, az alacsony jövedelmű családok lakhatási feltételeinek javítását célul kitűző, nonprofit Enterprise Community Partners igazgatótanácsának tagja. A Kelet-Afrika egészséges ökoszisztémájának megőrzésén dolgozó Maasai Wilderness Conservation Trust amerikai társszervezetének elnöke. Hogy a szervezet munkájára felhívja a figyelmet és adományokat gyűjtsön, 2009-ben három kenyai maszáj harcos társaságában lefutotta a New York-i maratont.
2010-ben Crowdrise néven online közösségi adománygyűjtő platformot indított. Szintén 2010-ben az ENSZ jószolgálati nagykövetének nevezte ki. Ennek keretében feladata felhívni a nyilvánosság figyelmét a biodiverzitás jelentőségére.

### Magánélete
Gyerekkori álmát megvalósítva a 2000-es évek elején magánpilóta szakszolgálati engedélyt szerzett. 2011-ben, hat év együttjárás után eljegyezte a kanadai filmproducer Shauna Robertsont, akivel 2012-ben összeházasodtak. 2013-ban fiuk született.

## Filmográfia

### Film

#### Filmrendező és producer
| Év   | Magyar cím                                   | Eredeti cím                                 | Feladatkör | Feladatkör | Megjegyzések    |
| Év   | Magyar cím                                   | Eredeti cím                                 | Rendező    | Producer   | Megjegyzések    |
| ---- | -------------------------------------------- | ------------------------------------------- | ---------- | ---------- | --------------- |
| 2000 | Ég velünk!                                   | Keeping the Faith                           | Igen       | Igen       |                 |
| 2004 |                                              | Dirty Work                                  | Nem        | Vezető     | dokumentumfilm  |
| 2005 | San Fernando völgye                          | Down in the Valley                          | Nem        | Igen       |                 |
| 2006 | Színes fátyol                                | The Painted Veil                            | Nem        | Igen       |                 |
| 2009 | Út a Fehér Házig: Barack Obama megválasztása | By the People: The Election of Barack Obama | Nem        | Igen       | dokumentumfilm  |
| 2009 |                                              | Leaves of Grass                             | Nem        | Igen       |                 |
| 2012 | Vágyak szerelmesei                           | Thanks for Sharing                          | Nem        | Vezető     |                 |
| 2014 |                                              | My Own Man                                  | Nem        | Vezető     | dokumentumfilm  |
| 2018 | Gotti                                        | Gotti                                       | Nem        | Vezető     |                 |
| 2019 | Árva Brooklyn                                | Motherless Brooklyn                         | Igen       | Igen       | forgatókönyvíró |

#### Filmszínész
| Év   | Magyar cím                               | Eredeti cím                                     | Szerep                       | Magyar hang     | Rendező                     |
| ---- | ---------------------------------------- | ----------------------------------------------- | ---------------------------- | --------------- | --------------------------- |
| 1996 | Legbelső félelem                         | Primal Fear                                     | Aaron Stampler / Roy         | Bolba Tamás     | Gregory Hoblit              |
| 1996 | Legbelső félelem                         | Primal Fear                                     | Aaron Stampler / Roy         | Simonyi Balázs  | Gregory Hoblit              |
| 1996 | A varázsige: I love you                  | Everyone Says I Love You                        | Holden Spence                | Markovics Tamás | Woody Allen                 |
| 1996 | Larry Flynt, a provokátor                | The People vs. Larry Flynt                      | Alan Isaacman                | Háda János      | Miloš Forman                |
| 1998 | Pókerarcok                               | Rounders                                        | Lester "Féreg" Murphy        | Forgács Péter   | John Dahl                   |
| 1998 | Pókerarcok                               | Rounders                                        | Lester "Féreg" Murphy        | Kaszás Gergő    | John Dahl                   |
| 1998 | Amerikai história X                      | American History X                              | Derek Vinyard                | Stohl András    | Tony Kaye                   |
| 1999 | Harcosok klubja                          | Fight Club                                      | Narrátor                     | Dévai Balázs    | David Fincher               |
| 2000 | Ég velünk!                               | Keeping the Faith                               | Brian Finn                   | Kaszás Gergő    | Edward Norton (1.)          |
| 2001 | A szajré                                 | The Score                                       | Jack Teller                  | Stohl András    | Frank Oz                    |
| 2002 | Dögölj meg, Smaci!                       | Death to Smoochy                                | Sheldon Mopes / Smaci        | Kaszás Gergő    | Danny DeVito                |
| 2002 | Frida                                    | Frida                                           | Nelson Rockefeller           | Csankó Zoltán   | Julie Taymor                |
| 2002 | A vörös sárkány                          | Red Dragon                                      | Will Graham                  | Széles László   | Brett Ratner (1.)           |
| 2002 | Az utolsó éjjel                          | 25th Hour                                       | Monty Brogan                 | Alföldi Róbert  | Spike Lee                   |
| 2003 | Az olasz meló                            | The Italian Job                                 | Steve                        | Stohl András    | F. Gary Gray                |
| 2004 | Az utolsó gyémántrablás                  | After the Sunset                                | önmaga                       |                 | Brett Ratner (2.)           |
| 2005 | Mennyei királyság                        | Kingdom of Heaven                               | IV. Balduin király           | Forgács Péter   | Ridley Scott                |
| 2005 | San Fernando völgye                      | Down in the Valley                              | Harlan Fairfax Carruthers    | Nagy Ervin      | David Jacobson              |
| 2006 | A mágus                                  | The Illusionist                                 | Eisenheim                    | Stohl András    | Neil Burger                 |
| 2006 | Színes fátyol                            | The Painted Veil                                | Walter Fane                  | Kaszás Gergő    | John Curran (1.)            |
| 2007 |                                          | Jimmy Carter Man from Plains                    | önmaga                       |                 | Jonathan Demme              |
| 2008 | A hihetetlen Hulk                        | The Incredible Hulk                             | Bruce Banner / Hulk          | Kaszás Gergő    | Louis Leterrier             |
| 2008 | A zsaruk becsülete                       | Pride and Glory                                 | Ray Tierney                  | Kaszás Gergő    | Gavin O’Connor              |
| 2008 |                                          | Bustin’ Down the Door                           | narrátor (hangja)            |                 | Jeremy Gosch                |
| 2009 | Lódító hódító                            | The Invention of Lying                          | rendőr (cameo)               | Stohl András    | Ricky Gervais               |
| 2009 | Lódító hódító                            | The Invention of Lying                          | rendőr (cameo)               | Stohl András    | Matthew Robinson            |
| 2009 |                                          | Leaves of Grass                                 | Bill Kincaid / Brady Kincaid |                 | Tim Blake Nelson            |
| 2010 | Stone                                    | Stone                                           | Gerald "Stone" Creeson       | Kaszás Gergő    | John Curran (2.)            |
| 2012 | Holdfény királyság                       | Moonrise Kingdom                                | Randy Ward                   | Dévai Balázs    | Wes Anderson (1.)           |
| 2012 | A diktátor                               | The Dictator                                    | önmaga (cameo)               | Kaszás Gergő    | Larry Charles               |
| 2012 | A Bourne-hagyaték                        | The Bourne Legacy                               | Eric Byer                    | Kaszás Gergő    | Tony Gilroy                 |
| 2014 |                                          | My Own Man                                      | önmaga                       |                 | David Sampliner             |
| 2014 | A Grand Budapest Hotel                   | The Grand Budapest Hotel                        | Henckels                     | Kaszás Gergő    | Wes Anderson (2.)           |
| 2014 | Birdman avagy (A mellőzés meglepő ereje) | Birdman or (The Unexpected Virtue of Ignorance) | Mike Shiner                  | Stohl András    | Alejandro González Iñárritu |
| 2016 | Virsliparti                              | Sausage Party                                   | Sammy Bagel Jr. (hangja)     | Scherer Péter   | Conrad Vernon               |
| 2016 | Virsliparti                              | Sausage Party                                   | Sammy Bagel Jr. (hangja)     | Scherer Péter   | Greg Tiernan                |
| 2016 | Váratlan szépség                         | Collateral Beauty                               | Whit Yardsham                | Kaszás Gergő    | David Frankel               |
| 2017 |                                          | Little Door Gods                                | Yu Lei (angol hangja)        |                 | Gary Wang                   |
| 2018 | Kutyák szigete                           | Isle of Dogs                                    | Rex (hangja)                 | Kaszás Gergő    | Wes Anderson (3.)           |
| 2019 | Alita: A harc angyala                    | Alita: Battle Angel                             | Nova                         |                 | Robert Rodríguez            |
| 2019 | Árva Brooklyn                            | Motherless Brooklyn                             | Lionel Essrog                | Kaszás Gergő    | Edward Norton (2.)          |
| 2021 | A Francia Kiadás                         | The French Dispatch                             | sofőr                        | Dévai Balázs    | Wes Anderson (4.)           |
| 2022 | Tőrbe ejtve – Az üveghagyma              | Glass Onion: A Knives Out Mistery               | Miles Bron                   | Kaszás Gergő    | Rian Johnson                |
| 2023 | Asteroid City                            | Asteroid City                                   | Conrad Earp                  | Kaszás Gergő    | Wes Anderson (5.)           |
| 2024 | Sehol se otthon                          | A Complete Unknown                              | Pete Seeger                  |                 | James Mangold               |

### Televízió
| Év        | Magyar cím                              | Eredeti cím                                  | Szerep                                             | Megjegyzések                               |
| --------- | --------------------------------------- | -------------------------------------------- | -------------------------------------------------- | ------------------------------------------ |
| 2000–2013 | A Simpson család                        | The Simpsons                                 | Devon Bradley / Elijah Hooper tiszteletes (hangja) | 2 epizód                                   |
| 2005      |                                         | Stella                                       | önmaga                                             | próbaepizód                                |
| 2009      | Modern család                           | Modern Family                                | Izzy LaFontaine                                    | 1 epizód                                   |
| 2013      | Saturday Night Live                     | Saturday Night Live                          | házigazda / Owen Wilson                            | 1 epizód                                   |
| 2015      |                                         | Saturday Night Live 40th Anniversary Special | önmaga / Stefon                                    | televíziós különkiadás                     |
| 2015      | John Oliver-show az elmúlt hét híreiről | Last Week Tonight with John Oliver           | önmaga                                             | 1 epizód                                   |
| 2018      | Comedy Central Roast                    | The Comedy Central Roast                     | önmaga                                             | 1 epizód                                   |
| 2018      | Kérdezd a StoryBotokat!                 | Ask the StoryBots                            | Gary (hangja)                                      | 1 epizód                                   |
| 2023      | Extrapolációk                           | Extrapolations                               | Jonathan Chopin                                    | 2 epizód                                   |
| 2024–     | Virsliparty: Utápia                     | Sausage Party: Foodtopia                     | Sammy (hangja)                                     | - főszereplő - magyar hangja: - Vida Péter |

## Fontosabb díjai és jelölései
- Oscar-díj:
  - 2025 – jelölés: legjobb férfi mellékszereplő – Sehol se otthon (2024)
  - 2015 – jelölés: legjobb férfi mellékszereplő – Birdman avagy (A mellőzés meglepő ereje) (2014)
  - 1999 – jelölés: legjobb férfi főszereplő – Amerikai história X (1998)
  - 1997 – jelölés: legjobb férfi mellékszereplő – Legbelső félelem (1996)
- Golden Globe-díj:
  - 2025 – jelölés: legjobb férfi mellékszereplő – Sehol se otthon (2024)
  - 2015 – jelölés: legjobb férfi mellékszereplő – Birdman avagy (A mellőzés meglepő ereje) (2014)
  - 1997 – díj: legjobb férfi mellékszereplő – Legbelső félelem (1996)
- BAFTA-díj:
  - 2025 – jelölés: legjobb férfi mellékszereplő – Sehol se otthon (2024)
  - 2015 – jelölés: legjobb férfi mellékszereplő – Birdman avagy (A mellőzés meglepő ereje) (2014)
  - 1997 – jelölés: legjobb férfi mellékszereplő – Legbelső félelem (1996)
- Screen Actors Guild-díj:
  - 2025 – díj: legjobb szereplőgárda mozifilmben – Sehol se otthon (2024)
  - 2025 – jelölés: legjobb férfi mellékszereplő – Sehol se otthon (2024)
  - 2015 – díj: legjobb szereplőgárda mozifilmben – Birdman avagy (A mellőzés meglepő ereje) (2014)
  - 2015 – jelölés: legjobb férfi mellékszereplő – Birdman avagy (A mellőzés meglepő ereje) (2014)
  - 2015 – jelölés: legjobb szereplőgárda mozifilmben – A Grand Budapest Hotel (2014)

### További díjai
- Awards Circuit Community Awards
  - 1999. legjobb színész (Amerikai história X)
- Boston Online Film Critics Association
  - 2014. legjobb mellékszereplő (Birdman avagy A mellőzés meglepő ereje)
  - 2014. legjobb szereplőgárda (Birdman avagy A mellőzés meglepő ereje)
- Boston Society of Film Critics Awards
  - 1996. legjobb férfi mellékszereplő (Larry Flynt, a provokátor, Legbelső félelem, A varázsige: I Love You)
- Central Ohio Film Critics Association
  - 2015. legjobb szereplőgárda (A Grand Budapest Hotel)
  - 2013. legjobb szereplőgárda (Holdfény királyság)
- Chicago Film Critics Association Awards
  - 1997. a legígéretesebb színész (Larry Flynt, a provokátor, Legbelső félelem, A varázsige: I Love You)
- Detroit Film Critic Society
  - 2014. legjobb szereplőgárda (Birdman avagy A mellőzés meglepő ereje)
  - 2014. legjobb szereplőgárda (A Grand Budapest Hotel)
- Florida Film Critics Circle Awards
  - 2014. legjobb szereplőgárda (A Grand Budapest Hotel)
  - 1997. legjobb férfi mellékszereplő (Larry Flynt, a provokátor, Legbelső félelem, A varázsige: I Love You)
- Georgia Film Critics Association
  - 2015. legjobb szereplőgárda (A Grand Budapest Hotel)
- Giffoni Film Festival
  - 2011. François Truffaut-díj
- Gold Derby Awards
  - 2014. legjobb szereplőgárda (Birdman avagy A mellőzés meglepő ereje)
- Gotham Awards
  - 2006. Tribute-díj
- International Online Cinema Awards
  - 2015. legjobb mellékszereplő (Birdman avagy A mellőzés meglepő ereje)
- Jupiter Award
  - 1999. legjobb nemzetközi színész (Harcosok klubja)
- Kansas City Film Critics Circle Awards
  - 2014. legjobb mellékszereplő (Birdman avagy A mellőzés meglepő ereje)
  - 1997. legjobb férfi mellékszereplő (Legbelső félelem)
- Las Vegas Film Critics Society Awards
  - 2014. legjobb szereplőgárda (Birdman avagy A mellőzés meglepő ereje)
- Locarno International Film Festival
  - 2015. Excellence-díj
- Los Angeles Film Critics Association Awards
  - 1996. legjobb férfi mellékszereplő (Larry Flynt, a provokátor, Legbelső félelem, A varázsige: I Love You)
- National Board of Review, USA
  - 2014. legjobb mellékszereplő (Birdman avagy A mellőzés meglepő ereje)
  - 1996. legjobb férfi mellékszereplő (A varázsige: I Love You)
- New York Film Critics, Online
  - 2014. legjobb szereplőgárda (Birdman avagy A mellőzés meglepő ereje)
- North Carolina Film Critics Association
  - 2015. legjobb mellékszereplő (Birdman avagy A mellőzés meglepő ereje)
- North Texas Film Critics Association
  - 2015. legjobb szereplőgárda (Birdman avagy A mellőzés meglepő ereje)
- Oklahoma Film Critics Circle Awards
  - 2015. legjobb mellékszereplő (Birdman avagy A mellőzés meglepő ereje)
- Online Film & Television Association
  - 1997. legjobb férfi mellékszereplő (Legbelső félelem)
- Online Film Critics Society Awards
  - 2014. legjobb mellékszereplő (Birdman avagy A mellőzés meglepő ereje)
- Phoenix Film Critics Society Awards
  - 2014. legjobb szereplőgárda (Birdman avagy A mellőzés meglepő ereje)
  - 2012. legjobb szereplőgárda (Holdfény királyság)
- San Diego Film Critics Society Awards
  - 2014. legjobb szereplőgárda (Birdman avagy A mellőzés meglepő ereje)
  - 2006. Speciális díj (A mágus, Színes fátyol, San Fernando völgye)
- San Francisco Film Critics Circle
  - 2014. legjobb mellékszereplő (Birdman avagy A mellőzés meglepő ereje)
- Sant Jordi Awards
  - 2004. legjobb külföldi színész (Az utolsó éjjel)
- Satellite Awards
  - 1999. legjobb színész dráma kategóriában (Amerikai história X)
- Society of Texas Film Critics Awards
  - 1996. legjobb férfi mellékszereplő (Larry Flynt, a provokátor, Legbelső félelem)
- Southeastern Film Critics Association Awards
  - 2014. legjobb szereplőgárda (A Grand Budapest Hotel)
  - 1999. legjobb színész (Amerikai história X, Pókerarcok)
  - 1997. legjobb férfi mellékszereplő (Legbelső félelem, Larry Flynt, a provokátor, A varázsige: I Love You)
- Street Film Festival, Milan
  - 2000. legjobb film (Ég velünk!)
- Taormina International Film Festival
  - 1999. legjobb színész (Amerikai história X)
- Washington DC Area Film Critics Association Awards
  - 2014. legjobb szereplőgárda (Birdman avagy A mellőzés meglepő ereje)

## Fordítás
- Ez a szócikk részben vagy egészben  az   Edward Norton című angol Wikipédia-szócikk fordításán alapul.  Az eredeti cikk szerkesztőit annak laptörténete sorolja fel. Ez a jelzés csupán a megfogalmazás eredetét és a szerzői jogokat jelzi, nem szolgál a cikkben szereplő információk forrásmegjelöléseként.